# Amblyocarenum
Amblyocarenum es un género de arañas migalomorfas de la familia Nemesiidae 
. Se encuentra en la Cuenca del Mediterráneo.

## Lista de especies
Según The World Spider Catalog 18.5:
- Amblyocarenum doleschalli (Ausserer, 1871)
- Amblyocarenum nuragicus Decae, Colombo & Manunza, 2014
- Amblyocarenum obscurus (Ausserer, 1871)
- Amblyocarenum walckenaeri (Lucas, 1846)